# Polygala fallax
Polygala fallax là một loài thực vật có hoa trong họ Polygalaceae. Loài này được Hemsl. miêu tả khoa học đầu tiên năm 1886.